# Aldea del Fresno
Aldea del Fresno er en by og kommune i det centrale Spanien i Madrid-regionen. Den har et indbyggertal på 3.422 (2024) indbyggere.